# 金圭煥
金圭煥（韩文：김규환，1921年7月16日—2007年10月5日）韩国足球运动员，曾代表韩国参加过1948年奥运会。1952年11月，曾到香港加盟光華。退役后，1962年任韩国国家足球队助理教练。